# Disputa limítrofe de Alaska

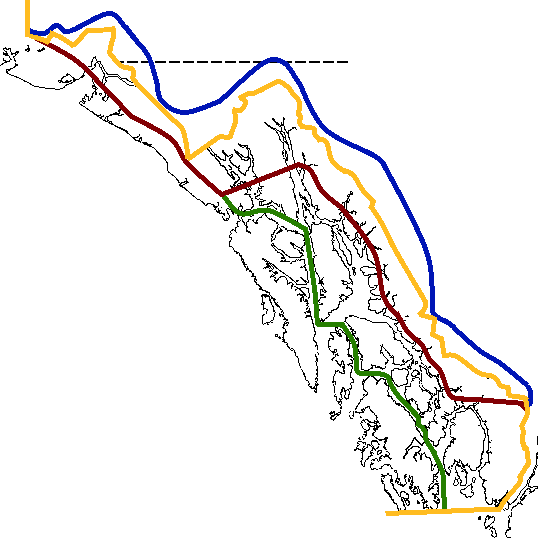
Los diversos reclamos territoriales antes del arbitraje internacional de 1903. En azul la frontera según los reclamos estadounidenses, en rojo la frontera según la posición canadiense y británica, y en verde se muestra la frontera según Columbia Británica. La frontera actual en amarillo.

La disputa limítrofe de Alaska fue una disputa territorial entre los Estados Unidos y Canadá (en ese entonces un Dominio Británico cuyas relaciones exteriores eran controladas desde Londres) sobre la ubicación de frontera entre el estado de Alaska y la provincia de Columbia Británica. Fue resuelta mediante arbitraje en 1903. La disputa comenzó en 1821 entre los imperios ruso y británico, y fue heredada por los Estados Unidos con la compra de Alaska en 1867. La resolución fue en favor de la posición estadounidense, y Canadá no recibió una salida al mar completamente canadiense desde los campos de oro de Yukón. La decepción y el disgusto por esta resolución en Canadá fue dirigida menos hacia Estados Unidos y más hacia el Reino Unido, por traicionar los intereses canadieneses en favor de una mejora a las relaciones Estados Unidos-Reino Unido.

## Antecedentes

### 1825-1898
En 1825 rusos y británicos firmaron un tratado para definir las fronteras de sus respectivas posesiones en América del Norte, el Tratado de San Petersburgo de 1825. Parte del acuerdo decía:

"...dicha línea ascenderá hacia el norte del canal llamado Canal de Portland hasta el punto del continente donde se encuentra con el paralelo 56° latitud norte; desde este último punto, la línea de demarcación deberá seguir la cima de las montañas paralelas a la costa hasta el punto de intersección con el meridiano 141° de longitud oeste".

La ambigua expresión "las montañas paralelas a la costa" se concretaba así:

"Todos los puntos en la cima de las montañas (...) deben estar a no más de diez leguas del océano, el límite (...) deberá estar formado por una línea paralela a la costa, y nunca debería exceder la distancia de diez leguas marinas desde allí".

Esta parte del tratado era en realidad un acuerdo sobre los principios generales para establecer una frontera en un futuro, en lugar del establecimiento de una línea de demarcación exacta.
En 1838, la Compañía Ruso-Americana y la Compañía de la Bahía de Hudson firmaron un acuerdo en el que alquilaban las tierras desde el Estrecho de Cross hasta la línea del paralelo 54° 40′ de latitud norte a la Compañía de la Bahía de Hudson a cambio de productos lácteos y carne de las granjas del Departamento de Columbia. Este acuerdo fue denunciado más adelante por la Provincia de Columbia Británica por afectar a sus propios intereses territoriales en la región, pero su reclamo fue ignorado por Ottawa y Londres.
Con la compra de Alaska a Rusia en 1867, los detalles sobre los límites del nuevo territorio estadounidense se mantuvieron ambiguos. Es más, cuando en 1871 la Columbia Británica se incorporó a la Confederación Canadiense y ésta solicitó una exploración y evaluación de la frontera, el gobierno de Estados Unidos rechazó la idea por ser muy costosa. La región fronteriza era muy remota y poco poblada, y no había ningún interés estratégico u económico en la misma en esa época. En 1898, los gobiernos nacionales llegaron a un acuerdo, pero el gobierno de Columbia Británica lo rechazó. También el presidente estadounidense McKinley propuso un arrendar de forma permanente a Canadá un puerto cerca de Haines, pero esto también fue rechazado.

### Fiebre del oro de Klondike
Durante la fiebre del oro de Klondike en Yukón, Canadá, la población de la región se incrementó sustancialmente y alcanzó las 30 000 personas, en su mayoría estadounidenses —se calcula que, por ejemplo, unos 100 000 aventureros se trasladaron en algún momento desde Alaska—.
La presencia del oro y la creciente población aumentaron de gran manera la importancia de la región y la disposición para fijar una frontera con más exactitud: Canadá quería que la ruta que iba de las minas de oro a los puertos en el Pacífico pasasen solo por territorio canadiense. Hubo casos en los que ciudadanos canadienses fueron intimidados por parte del gobierno de Estados Unidos para que no reclamasen tierras.

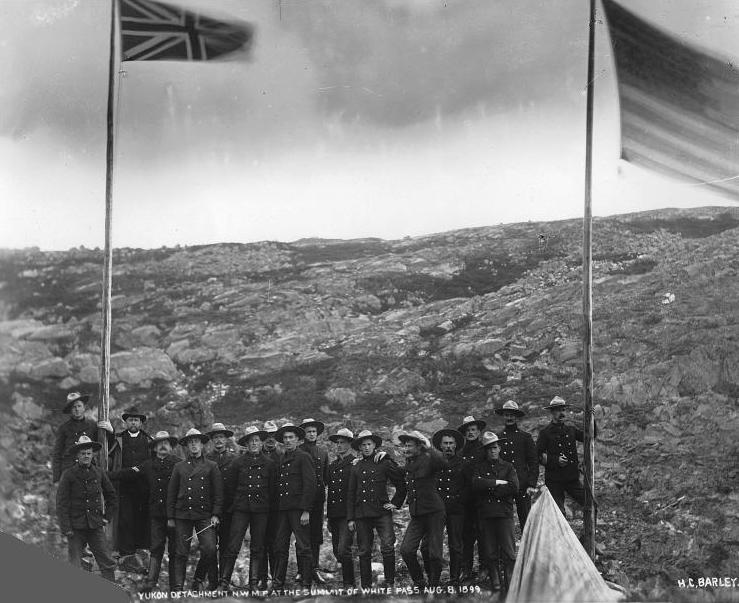
Destacamento de la Policía Montada del Noroeste en la cima del paso White, en Yukón (1899).

La cabecera del canal de Lynn era la entrada principal al Yukón, y la Policía Montada del Noroeste envió un destacamento para asegurar la zona para Canadá. Esto se basó en la interpretación canadiense de que el lugar estaba a más de diez leguas marinas de la costa, lo cual era parte de la definición de fronteras de 1825. Sin embargo, una masiva afluencia de buscadores de oro estadounidenses a través de Skagway obligó a la policía canadiense a replegarse, y es que este aún era un territorio disputado en tanto que muchos estadounidenses creían que la entrada al lago Bennett, a unos 12 kilómetros más al norte, debía ser la ubicación de la frontera. Para respaldar a la policía en su reclamo de soberanía, el gobierno canadiense también envió a la zona a la Fuerza de campo de Yukón, una unidad del ejército compuesta de 200 hombres. Los soldados establecieron su campamento en Fort Selkirk para que puedan ser enviados rápidamente en caso de presentarse algún problema en cualquiera de los pasos costeros o en torno a la frontera del meridiano 141°.

## Arbitraje
Los puestos establecidos en los pasos por la policía montada canadiense fueron efectivos en el corto plazo, y la frontera fue aceptada provisionalmente. En septiembre de 1898, los Estados Unidos y Canadá comenzaron negociaciones serias para solucionar el conflicto, unos primeros intentos que fracasaron por los problemas para interpretar el Tratado de San Petersburgo de 1825, que había sido redactado en francés, y las discordancias que se habían encontrado entre la redacción de tal acuerdo —que apelaba a una cadena montañosa más o menos ininterrumpida— y la auténtica orografía de la zona.
Finalmente, en 1903, el Tratado Hay-Herbert entre Estados Unidos y el Reino Unido encomendó la decisión a un comité de arbitraje compuesto por seis miembros: tres estadounidenses, dos canadienses y un británico. Los representantes de Estados Unidos fueron Elihu Root (Secretario de Guerra), Henry Lodge (senador por Massachusetts) y George Turner (exsenador por Washington); sir Louis Jetté (lugarteniente de Quebec) y sir Allen Aylesworth (exministro de Justicia) representaron a Canadá, y lord Alverstone (Richard Webster, parlamentario) fue el enviado británico. Mientras que los representantes británicos y canadienses eran ilustres abogados,[cita requerida] que los estadounidenses enviaran a dos congresistas (Lodge y Turner) fue seriamente criticado por Canadá y Reino Unido como un patrioterismo poco objetivo.
El tribunal consideró seis puntos principales:
- Dónde comenzaba la frontera;
- La definición del "canal de Portland", y como se delimitaría la frontera a través de este. Cuatro islas estaban en disputa;
- La definición de la línea desde "el punto más meridional de la isla del Príncipe de Gales al canal de Portland", la cual dependía de la respuesta a la cuestión anterior;
- La línea desde el canal de Portland al paralelo 56° de latitud norte;
- El ancho de la frontera y como se debía medir;
- La existencia de cadenas montañosas en la zona.

El representante británico, lord Alverstone, se puso del lado de los Estados Unidos en estos temas básicos, pese a que la demarcación final que se acordó era un poco menor a lo reclamado por EE. UU. en tanto que se situaba aproximadamente entre la máxima reivindicación de los Estados Unidos y la máxima reivindicación de Canadá. La región más cercana al mango de Alaska, (la de los ríos Tatshenshini y Alsek) no terminó como un exclave de la Columbia Británica.
Según analizaría en 1952 el político y diplomático canadiense Hugh Ll. Keenlyside, "los estadounidenses, por supuesto, tenían el argumento más sólido" y determinó que gran parte de las decisiones del tribunal fueron justas. Sin embargo, sobre la cuestión de las islas del canal de Portland, criticó lo siguiente:

No queda duda de que el tribunal aceptó un acuerdo para esta cuestión, que, pese a que está justificado por las consideraciones políticas que había de por medio, supone una clara violación del carácter jurídico del tribunal. En lugar de aceptar la reclamación americana o británica in toto, la línea fronteriza fue dibujada cruzando a través del Paso de Tongas, dando así a cada país una parte de su reclamación, pero ignorando por completo el problema real. La intención original de los negociadores puede que fuese, lógicamente, la de demarcar la frontera como la deseaban o los británicos o los estadounidenses; muy probablemente no pretendían dividir las islas del canal entre ambos (...) No hay duda de que la declaración final de lord Alverstone fue un simple intento de justificar una decisión política (...) Todas las cuestiones en disputa salvo fueron tomadas en justicia, y sin embargo permitieron que tan solo un caso basado en consideraciones políticas ensucie todo el tratado.

Esta fue una de varias concesiones que el Reino Unido ofreció a los Estados Unidos (las otras fueron en materias de pesca y sobre el canal de Panamá), parte de una política general para terminar con el distanciamiento de las relaciones anglo-estadounidenses —lograr un acercamiento, ganarse el favor de los Estados Unidos y resolver problemas importantes—. Esta convergencia es conocida como el Gran Acercamiento.

## Consecuencias

### Crecimiento de la identidad canadiense
Los canadienses —cuya autonomía para las relaciones exteriores estaba limitada por el Reino Unido— se negaron a firmar la resolución final del arbitraje, emitida el 20 de octubre de 1903, debido a que los delegados canadienses no estaban de acuerdo con el voto del británico lord Alverstone. Los canadienses protestaron el resultado, no tanto por la decisión en sí misma, sino el hecho de que los estadounidenses habían elegido a políticos en lugar de juristas para el tribunal, y que los británicos habían traicionado a los intereses canadienses al poner por delante los suyos propios. Esto dio lugar a que estallara un intenso sentimiento nacionalista antibritánico, defensor de una identidad canadiense separada del imperio colonial.
El político y diplomático canadiense Hugh Ll. Keenlyside señalaría en 1952:

Si los Estados Unidos hubieran estado dispuestos a someter su caso a corte de La Haya o a un órgano judicial imparcial, como Canadá así lo deseaba, el resultado habría sido, con toda probabilidad, sustancialmente el mismo, con la excepción de que los canadienses no sentirían que fueron tratados injustamente (...) Si se hubiesen designado magistrados de la Corte Suprema de Estados Unidos en lugar de dos senadores, desde Canadá no se habrían planteado críticas al resultado de las negociaciones.

Aunque la desconfianza hacia los EE. UU. provocada por el tratado pudo contribuir al rechazo de un tratado de libre comercio con Estados Unidos en las elecciones en Canadá de 1911 —donde la negativa del partido Conservador a dicho tratado de libre comercio le empujó a la victoria—, el historiador F. W. Gibson concluye que, desde un punto de vista general, los canadienses descargaron su rabia en menor medida en contra de Estados Unidos y "más contra Gran Bretaña por haber ofrecido una una resistencia tan débil a la agresividad estadounidense. Las circunstancias que rodearon la resolución de la disputa crearon un fuerte descontento con la posición canadiense dentro del Imperio Británico". De hecho, la indignación del primer ministro liberal Wilfrid Laurier le hizo manifestar al parlamento lo siguiente:

"Mientras que Canadá continúe siendo una dependencia de la Corona Británica, los poderes que poseemos actualmente no son suficientes para la protección de nuestros derechos".

El descontento canadiense disminuyó con el tiempo, pero la idea de que Canadá debía tener todo el control sobre su política exterior se valora como una de las causas del Estatuto de Westminster de 1931, que estableció la igualdad legislativa entre los dominios auto-gobernados del Imperio británico y el Reino Unido.